# 细岗洲岛
二洲岛，是珠海市香洲區担杆鎮管辖的一座无人海岛。位于珠江口外。属于万山群岛最东部的担杆列岛。面积0.2km2。东距担杆岛900米，西南距二洲岛350米。